# Adonias Filho

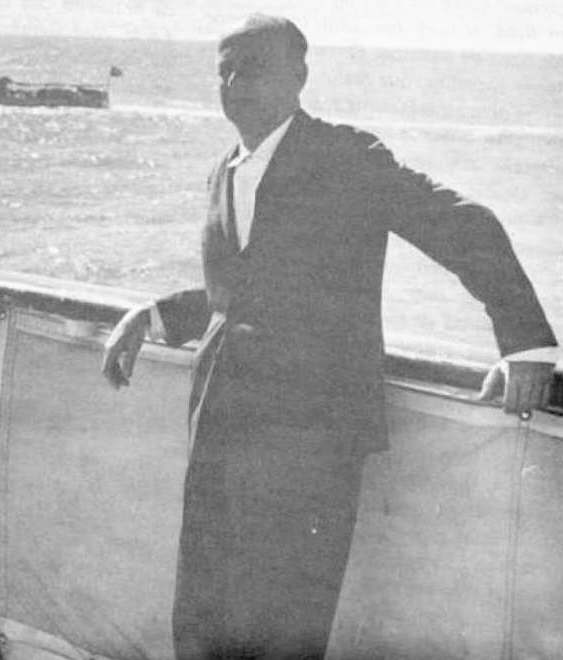
Antonias Filho a Luanda (Angola)

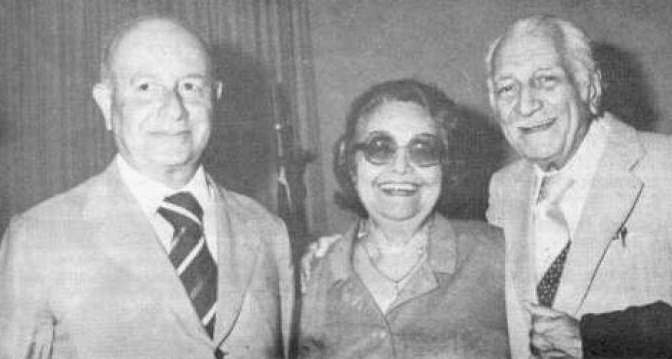
Adonias Filho con gli amici Rachel de Queiroz (al centro) e Gilberto Freyre (a destra)

Adonias Aguiar Filho (Itajuípe, 27 novembre 1915 – Itajuípe, 2 agosto 1990) è stato un giornalista, critico letterario, saggista e scrittore brasiliano, a lungo membro dell'Accademia Brasiliana delle Lettere. Iniziò a lavorare come giornalista dal 1936 prima a Salvador de Bahia poi a Rio de Janeiro, dove collaborò con il giornale Correio da Manhã, per il quale scrisse anche articoli di critica letteraria nel 1937; collaborò successivamente anche con altri quotidiani: Hora Presente, A Manhã (1944-1945), Jornal de Letras (1955-1960), Diário de Notícias (1958-1960). Negli ultimi anni scrisse soprattutto per l'O Estado de S. Paulo.

## Opere
- Renascimento do homem - saggio (1937)
- Tasso da Silveira e o tema da poesia eterna - saggio (1940)
- Memórias de Lázaro - romanzo (1952)
- Jornal de um escritor (1954)
- Modernos ficcionistas brasileiros - saggio (1958)
- Cornélio Pena - critica letteraria (1960)
- Corpo vivo - romanzo (1962)
- História da Bahia - saggio (1963)
- O bloqueio cultural - saggio (1964)
- O forte - romanzo (1965)
- Léguas da promissão - raccolta di novelle (1968)
- O romance brasileiro de crítica - critica letteraria (1969)
- Luanda Beira Bahia - romanzo (1971)
- O romance brasileiro de 30 - critica letteraria (1973)
- Uma nota de cem - racconti per bambini (1973)
- As velhas - romanzo (1975)
- Fora da pista - racconti per bambini (1978)
- O Largo da Palma - raccolta di novelle (1981)
- Auto de Ilhéus - teatro (1981)
- Noites sem madrugada - romanzo (1983)